# AtletiCAGenève
 (juin 2019).

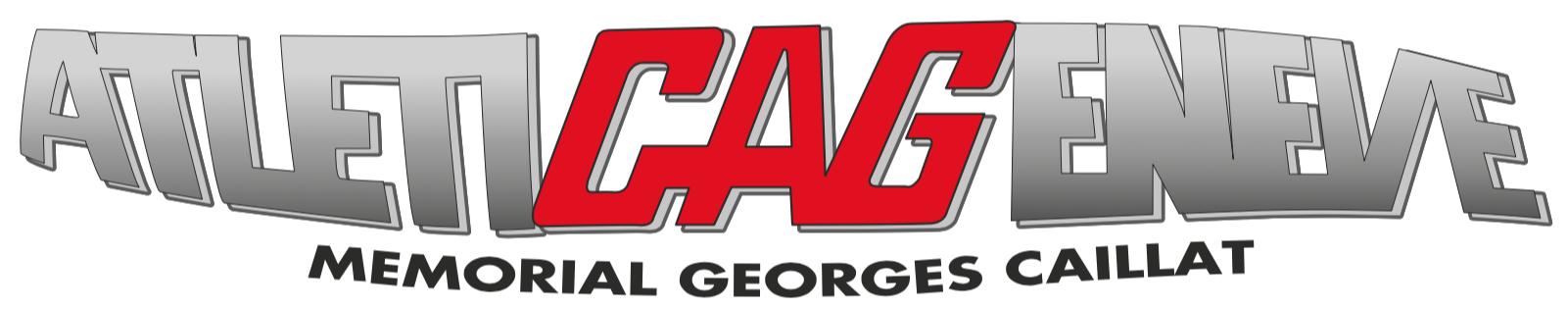
Logo du meeting AtletiCAGenève, le meeting international de Genève (CH), créé en 1988

AtletiCAGenève - Mémorial Georges Caillat est le meeting international d'athlétisme de Genève qui se déroule une fois par an, en général le deuxième samedi du mois de juin, à Genève depuis 1988.

La réunion, qui se déroule au stade du Bout-du-Monde, fait aussi partie depuis 1990, du circuit Europe Athlétisme Promotion (EAP) dont elle a été cofondatrice par l'initiative de monsieur Pablo Cassina. Le meeting a également fait partie du circuit des Swiss-Meetings entre 1994 et 2011.

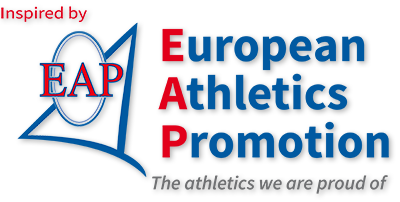
Logo du circuit européen de meeting internationaux Europe Athlétisme Promotion (EAP,) créé en 1990

Historiquement le meeting a évolué au sein du club "Centre Athlétique de Genève (CAG), mais il s'est transformé en association indépendante "AtletiCAGenève" depuis 2018 et dont le président est monsieur Walter Zecca. 
Le meeting est le plus important du canton de Genève et depuis 2011 son niveau de performance, qui n'a jamais cessé de progresser, le voit solidement classé parmi les 30 meetings meilleurs d'Europe respectivement les 50 meilleurs meetings au monde, selon la fédération internationale d'athlétisme (IAAF), outre le fait qu'il est le meilleur meeting européen du circuit indépendant EAP.  
En 2019, grâce aux performances sportives et organisatrices, le meeting a aussi été intégré au sein du circuit européen de la fédération européenne « European Athletics Association » en tant que « Classic Permit », appelé depuis 2020 World Contintenal Tour, dans la catégorie des Bronze permit meetings. 
Le meeting réunit surtout les meilleurs athlètes d'Europe et aussi du Monde. Quelque 500 athlètes représentant environ 40 pays des 6 continents participent chaque année en contribuant à maintenir l'excellente réputation et le niveau du meeting.  
Une des particularités de cette manifestation est de permettre aux meilleurs athlètes de Genève et aussi de Suisse de s'aligner avec les meilleurs athlètes de nombreux pays d'Europe. C'est pour eux une importante opportunité qu'AtletiCAGenève leur offre.  
Il est à noter que depuis sa création et sous l'impulsion de son ancien président et fondateur (1993-2018) Pablo Cassina a toujours exigé une déclaration sur l'honneur que chaque athlète affirme de ne pas être dopé. Cette initiative a été courageuse à l'époque et limitée au meeting de Genève pour ensuite se diffuser aux meetings du circuit EAP.  
AtletiCAGenève, à travers le circuit EAP a fait évoluer son concept d'athlète participant "propre" en créant un Code de Conduite qui décrit les droits et devoirs des athlètes et des organisateurs et prévoyant des sanctions aux transgresseurs. Chaque athlète participant à AtletiCAGenève, mais aussi à l'un des meetings du circuit EAP doit toujours obligatoirement  se soumettre à cette exigence. 

## Éditions
| Années | Date         | Lieu                                       | Résultats                    |
| ------ | ------------ | ------------------------------------------ | ---------------------------- |
| 2024   | 22 juin 2025 | Centre sportif Bout-du-Monde, Genève (SUI) | Lien vers les résultats 2024 |
| 2025   | 21 juin 2025 | Centre sportif Bout-du-Monde, Genève (SUI) |                              |